# 横山塁
横山 塁（よこやま るい、1999年9月30日 - ）は、東京都出身のプロサッカー選手。Jリーグ・レノファ山口FC所属。ポジションはミッドフィールダー。

## 略歴
中学・高校時代はFC東京のアカデミーに在籍。U-18時代の2017年には日本クラブユースサッカー選手権 (U-18)大会と高円宮杯 JFA U-18サッカーリーグの2冠を達成した。しかしトップチームには昇格できず、高校卒業後、東洋大学に進学。2021年7月19日、2022年シーズンからのモンテディオ山形加入内定が発表された。また同月30日には特別指定選手に承認された。
2022年2月19日、J2リーグ第1節のザスパクサツ群馬戦でプロデビューを飾った。
2024年12月19日、レノファ山口FCへ1年間の期限付き移籍が発表された。

## 所属クラブ
- バディSC江東
- FC東京U-15深川
- FC東京U-18
- 東洋大学
  - 2021年7月 - 同年12月  モンテディオ山形（特別指定選手）
- 2022年 -  モンテディオ山形
  - 2025年  レノファ山口FC（期限付き移籍)

## 個人成績
| 国内大会個人成績 | 国内大会個人成績 | 国内大会個人成績 | 国内大会個人成績 | 国内大会個人成績 | 国内大会個人成績 | 国内大会個人成績 | 国内大会個人成績 | 国内大会個人成績 | 国内大会個人成績 | 国内大会個人成績 | 国内大会個人成績 |
| 年度             | クラブ           | 背番号           | リーグ           | リーグ戦         | リーグ戦         | リーグ杯         | リーグ杯         | オープン杯       | オープン杯       | 期間通算         | 期間通算         |
| 年度             | クラブ           | 背番号           | リーグ           | 出場             | 得点             | 出場             | 得点             | 出場             | 得点             | 出場             | 得点             |
| 日本             | 日本             | 日本             | 日本             | リーグ戦         | リーグ戦         | リーグ杯         | リーグ杯         | 天皇杯           | 天皇杯           | 期間通算         | 期間通算         |
| ---------------- | ---------------- | ---------------- | ---------------- | ---------------- | ---------------- | ---------------- | ---------------- | ---------------- | ---------------- | ---------------- | ---------------- |
| 2022             | 山形             | 24               | J2               | 9                | 1                | -                | -                | 1                | 1                | 10               | 2                |
| 2023             | 山形             | 24               | J2               | 27               | 5                | -                | -                | 2                | 0                | 29               | 5                |
| 2024             | 山形             | 24               | J2               | 11               | 1                | 1                | 0                | 2                | 0                | 14               | 1                |
| 2025             | 山口             | 11               | J2               |                  |                  |                  |                  |                  |                  |                  |                  |
| 通算             | 日本             | 日本             | J2               | 47               | 7                | 1                | 0                | 5                | 1                | 53               | 8                |
| 総通算           | 総通算           | 総通算           | 総通算           | 47               | 7                | 1                | 0                | 5                | 1                | 53               | 8                |

- 2021年 特別指定選手としての公式戦出場無し

その他公式戦
- 2023年
  - J1昇格プレーオフ 1試合0得点

## 選抜歴
- 2018年　U-19日本代表[4]

## タイトル

### クラブ
FC東京U-15深川
- 高円宮杯 JFA 全日本U-15サッカー選手権大会: 2014

FC東京U-18
- 日本クラブユースサッカー選手権 (U-18)大会: 2017
- 高円宮杯 JFA U-18サッカーリーグ: 2017
- 高円宮杯U-18サッカーリーグ2017プレミアリーグ チャンピオンシップ

### 個人
- 関東大学サッカーリーグ戦2部・得点王: 2021[5]
- 関東大学サッカーリーグ戦2部・ベストイレブン: 2021[5]